# 印度尼西亚仪仗青铜斧

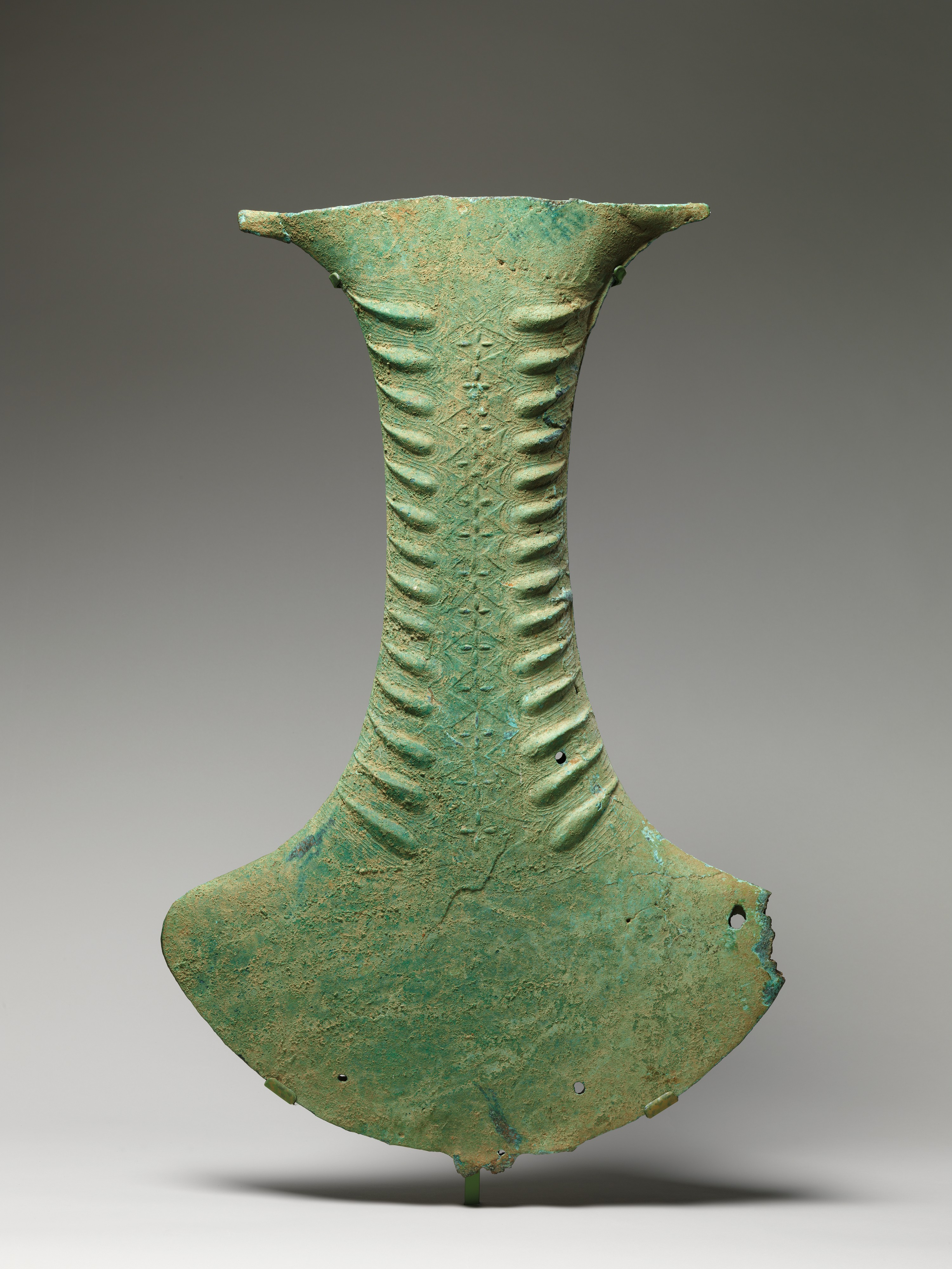
纽约大都会艺术博物馆展示的一个印度尼西亚仪仗青铜斧。这些在苏拉威西岛发现的仪式用青铜斧与在罗地岛等地发现的一些可以在仪式上用作打击乐器或水上乐器的其他青铜斧相似。

印度尼西亚仪仗青铜斧，是在印度尼西亚群岛发现的一系列产自公元1至2世纪的一种青铜时代器具。在爪哇岛、巴厘岛、苏拉威西岛、东部岛屿和巴布亚省的森塔尼湖等处遗址的考古发掘表明，这些位于位于青铜器制造中心或墓葬群内的青铜斧，是公元1000年印尼群岛上广泛贸易网络的见证，也被认为与越南东山文化有关。

## 考古历史
印度尼西亚群岛最早的金属制品大约出现在公元前500年。精致的青铜斧、铜鼓等大多数极早期青铜器可能被作为仪式用途。在印度尼西亚，有大量来自这一时期的青铜器被考古学家发现。由于没有任何证据证明他们与来自印度次大陆上的印度教徒有所接触，所以可以推断印度尼西亚东部地区的人们独立发展出了复杂的金属加工技术。但这些岛屿进行青铜器加工的青铜材料则一定来自于进口，因为巴厘岛或罗地岛上没有炼制青铜所需的铜矿或锡矿。
在公元1至2世纪的前古典时期，青铜礼器得以进一步发展。在此期间，印度尼西亚群岛的青铜铸造业蓬勃发展，特别是在爪哇岛和巴厘岛地区，这些产业可能有助于制造包括仪仗青铜斧在内的各种青铜器。在印度尼西亚的考古发掘发现了爪哇岛的燕尾形嵌式青铜斧、罗地岛和望加锡的雕刻着装饰图样的大斧头、以及弯曲的青铜刀片等形态各异的青铜器。在青铜器制造中心等处的考古发现证明，这些青铜礼器是公元1000年印度尼西亚群岛蓬勃发展的岛际贸易的反映。

## 形态

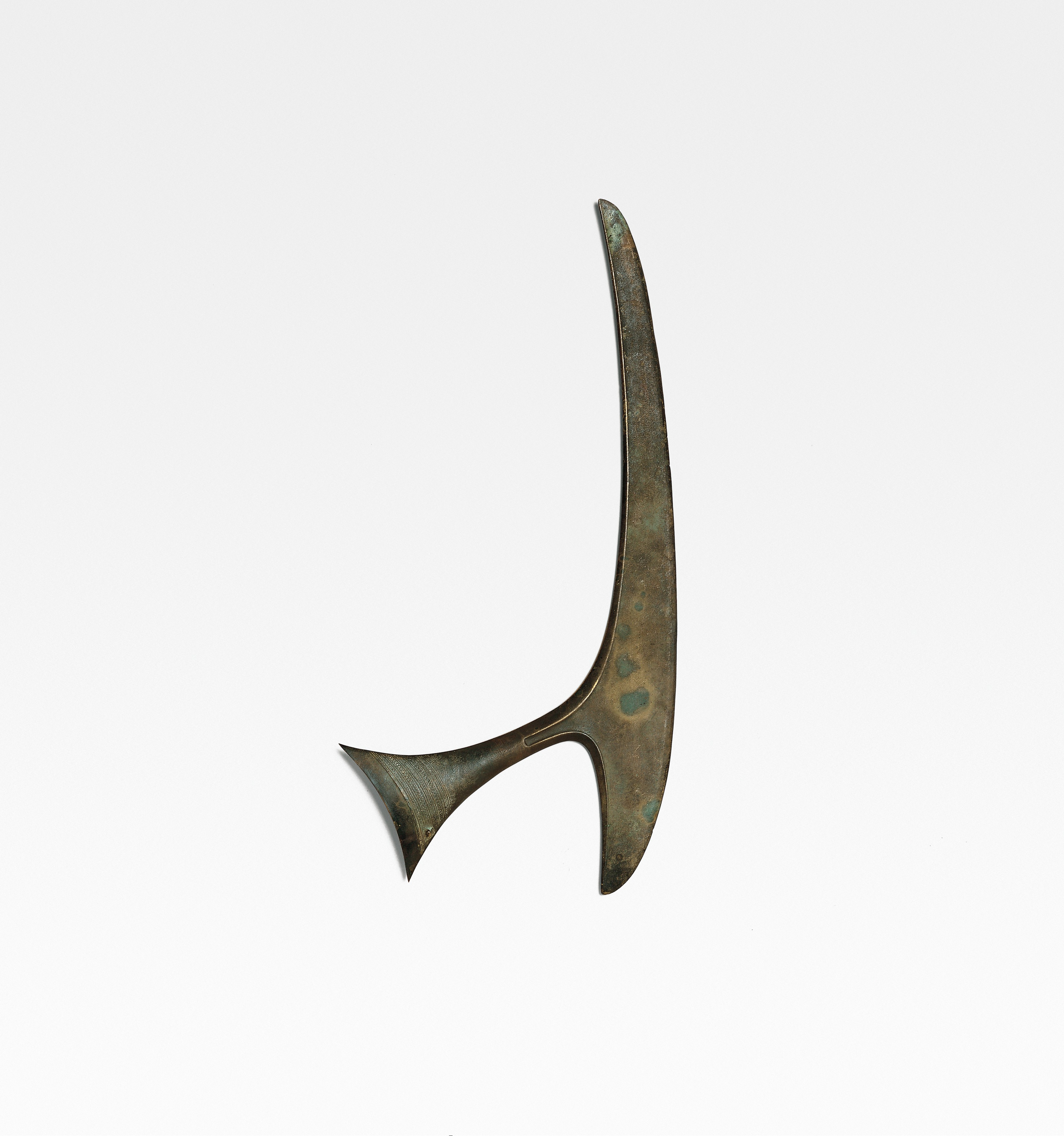
刀片状的青铜斧头上刻有精致的图案，但这些斧头过于纤弱以至于无法作为武器或农具使用，这显示出它们是一种仪式用的礼器。

在印度尼西亚发现了许多不同形态的仪仗青铜斧。这些青铜斧之间的相似之处在于富有艺术性的细腻图案和精致的纤弱设计，这些设计都表明它们的礼仪用途。1875年，在罗地岛北部的兰杜（Landu）发现了一种刻有装饰图案的仪仗青铜斧，其中有同心圆、鱼骨纹、螺旋纹等纹饰图案。这些纹饰与西南太平洋地区的早期艺术作品非常相似。同时这些青铜器上也有条纹图案等来自亚洲大陆的纹饰图案。这与在苏拉威西发现的一些青铜器非常相似，具有代表性的作品包括被保存在印度尼西亚国家博物馆的马卡萨斧。
大型的印度尼西亚仪仗青铜斧，例如长70.5厘米、宽30厘米的马卡萨斧和纽约大都会艺术博物馆内的一件长105.1厘米、宽67.3厘米的展品类似，都被归类为苏约诺IIB型作品 ，即尺寸太大而不实用的青铜器。这种青铜器是使用失蜡法工艺将两部分藕合在中间铸造而成，最后的成品包含一个空洞。这些装饰精良的青铜斧毫无疑问地被用于仪式，但其确切用途尚未可知。有科学家通过其中间的空洞，推断其在水上使用，或作为打击乐器被悬吊起来，抑或只是在重要的仪式上作为地位象征的一种传家宝物品。
此外，研究人员还在爪哇发现了燕尾形嵌式青铜斧。在茂物，亦有一个特别巨大的青铜斧被发现，在它燕尾部分的表面上画着一个带有芽状的眼睛的面具。
其他类型的印度尼西亚仪仗青铜斧主要呈弯曲的刀片形态，这种青铜斧广泛出现在从万隆到苏拉威西岛的西爪哇地区。这些刀片状的青铜斧被以全尺寸和缩放比例形式生产出来。虽然看起来像武器，但其精雕细琢的刀刃的强度尚不足以在战争或农业上发挥实际作用。
由羽毛战士携带着这种斧头的插图亦广泛出现在整个印尼群岛和越南北部的各种青铜器上，后者被认为是东山鼓的起源。

### 引注
1. ↑  Miksic 2001，第33頁.
2. ↑  Bellwood 2001，第39頁.
3. 1 2  Bellwood 2001，第38頁.
4. ↑  Heekeren 2013，第11頁.
5. ↑  . Google Cultural Institute.   [2017-11-11] （英语）.
6. ↑  . The Metropolitan Museum of Art, i.e. The Met Museum.   [2017-11-11]. （原始内容存档于2021-01-04）.
7. ↑  Bintarti, D. D. . SPAFA Digest (1980-1990). 1982, 3 (2)  [2017-11-17]. ISSN 0125-7099. （原始内容存档于2020-11-27）.
8. ↑  Heekeren 2013，第10頁.
9. ↑  I Wayan Ardika 2001，第41頁.

### 文献
- Bellwood, Peter. . Miksic, John  (编). . Indonesian Heritage. Archipelago Press. 2001. ISBN 9813018267.
- I Wayan Ardika. . Miksic, John  (编). . Indonesian Heritage. Archipelago Press. 2001. ISBN 9813018267.
- Heekeren, H.R. . Verhandelingen van het Koninklijk Instituut voor Taal-, Land- en Volkenkunde 22. Springer Science & Business Media. 2013. ISBN 9789401509091.
- Miksic, John. . Miksic, John  (编). . Indonesian Heritage. Archipelago Press. 2001. ISBN 9813018267.